# ماهی دستی‌دهان
ماهی دستی‌دهان (نام علمی: Chirostomias pliopterus) نام یک گونه از تیره اژدهاماهیان است.